# Шарън Тейт
Шарън Мари Тейт Полански (на английски: Sharon Marie Tate Polanski) е американска актриса и модел, станала известна с трагичната си смърт в края на 1960-те години.
Въпреки че е срамежлива извън прожекторите, Тейт участва на конкурси за красота от дете. Фотогеничният външен вид и всеотдайността на Тейт почти ѝ спечелват голяма роля през 1964 г., но е решено, че ѝ е нужен още опит. Като протеже на Мартин Ронсохов, тя е вкарвана постепенно в бизнеса чрез роли, които като цяло показват повече изваяната ѝ фигура, отколкото актьорският ѝ талант. Тейт получава добри отзиви за симпатичното си представяне и хипнотичната си примамка като обречена актриса във Valley of the Dolls, който постига успех, въпреки негодуванието на критиците към вулгарността му. На 20 януари 1968 г. Тейт се омъжва за Роман Полански в Лондон, а на връщане се социализират сред елитните кръгове на Холивуд, както и сред хора с различни професии. Следващият ѝ филм е успешният The Wrecking Crew от 1968 г., в който Тейт ловко демонстрира своята комедийна роля. Към края на десетилетието нейните способности и нарастваща увереност сякаш предвещават голяма слава.
На 9 август 1969 г. Тейт и още четирима души са убити от членове на сектата на Чарлс Менсън в дома, който споделя с Полански. Към момента на смъртта си тя е бременна в осмия месец.